# Холодный Ключ (Красноярский край)
Холо́дный Ключ — деревня в Балахтинском районе Красноярского края России. Входит в состав Ровненского сельсовета.

## География
Деревня расположена на расстоянии 56 км к северо-западу от районного центра пгт Балахта.

## Население
| 1989 | 2002 | 2010 |
| ---- | ---- | ---- |
| 97   | ↗126 | ↘81  |

Гендерный состав
По данным Всероссийской переписи населения 2010 года в деревне проживало 38 мужчин и 43 женщины из 81 чел.